# Los Banos, Kalifornien
Los Banos är en stad (city) i Merced County, i delstaten Kalifornien, USA. Enligt United States Census Bureau har staden en folkmängd på 36 558 invånare (2011) och en landarea på 25,9 km².